# Утриманець
Утриманець — особа, яка знаходиться на тривалому або постійному матеріальному або грошовому забезпеченні з боку інших осіб, і ця допомога є основним джерелом його існування.